# Prestige (schip, 1976)

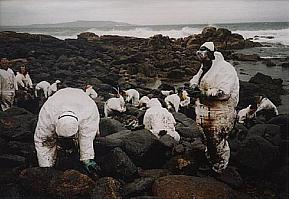
Vrijwilligers maken een strand schoon nadat de olie uit de Prestige is aangespoeld.

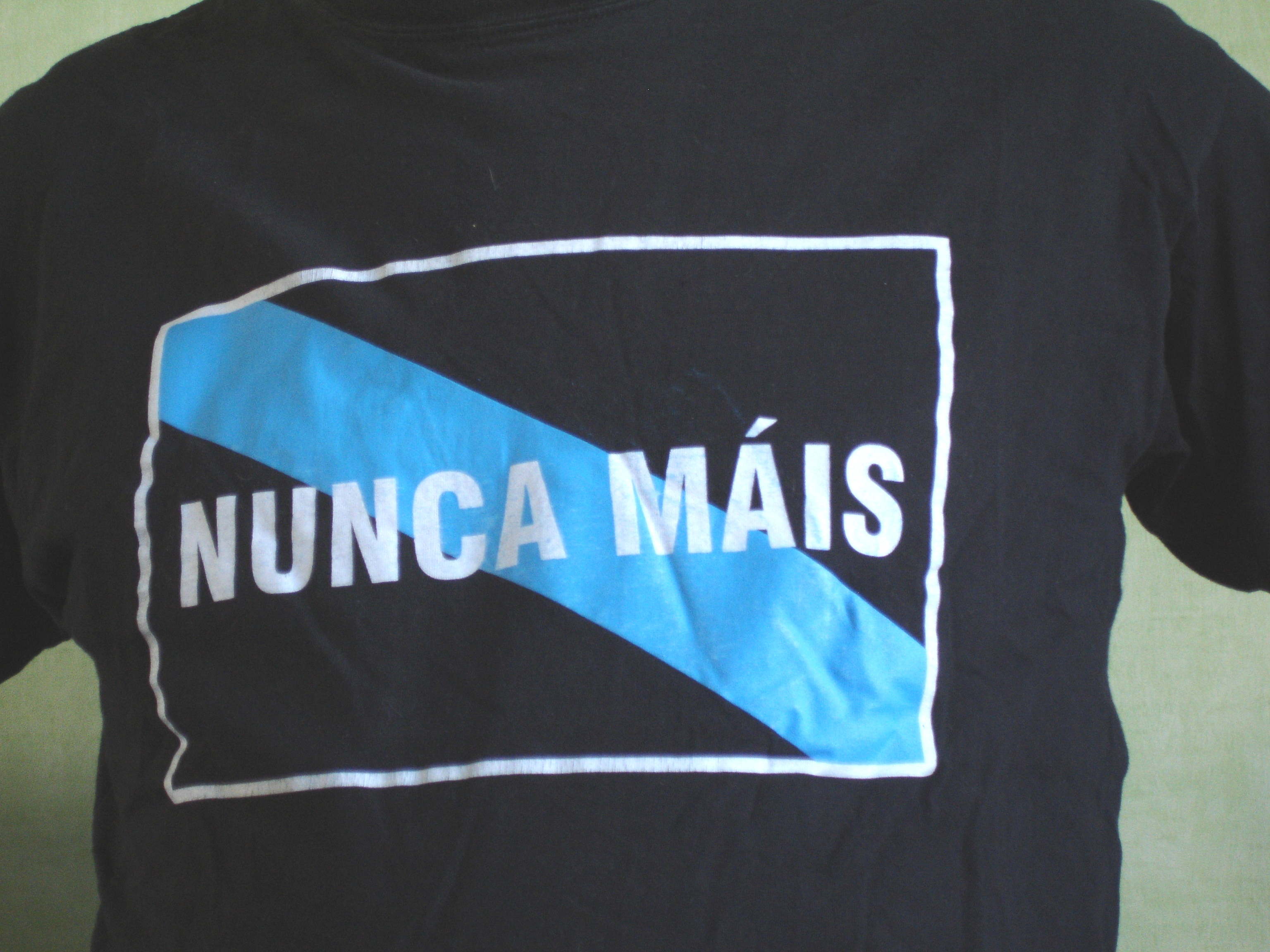
De protestbeweging Nunca Máis koos als logo de Galicische vlag, maar zwart in plaats van wit.

De Prestige was een olietanker die op 13 november 2002 schipbreuk leed voor de kust van de Spaanse provincie Galicië, ter hoogte van Kaap Finisterre.
De Prestige verging op 19 november 2002 nadat de Spaanse autoriteiten geweigerd hadden het schip de kust verder te laten naderen. Tegen het advies van kapitein Apostolos Mangouras en de Nederlandse bergingsmaatschappij Smit Internationale in werd het schip verder de Atlantische Oceaan op gesleept, waar het uiteindelijk in tweeën brak en zonk.
Ten minste 11.000 ton ruwe olie kwam in de Atlantische Oceaan terecht. Voor Galicië betekende de schipbreuk een ecologische en een economische ramp. Uiteindelijk werd er een visverbod afgekondigd voor een kustlengte van meer dan 900 kilometer. Hierdoor werden vissers en degenen die in de toeleverende en afnemende industrieën werkzaam waren, geheel of gedeeltelijk werkloos. Ook de toeristenindustrie kreeg een flinke klap te verwerken.
De ramp versterkte echter ook het gevoel van nationale eenheid in Galicië. Binnen de protestbeweging Nunca Máis (Galicisch: Nooit weer), die naar aanleiding van de ramp ontstond, verenigden zich culturele, politieke en ecologische organisaties.
Na de ramp raakte de overheid in conflict over onder meer de kosten van de berging, de kosten van de verwerking van de bijeengeraapte en uit het schip gezogen olie. In 2016 werd de Griekse kapitein Apostolos Mangouras alsnog door de hoogste Spaanse rechter tot twee jaar celstraf  veroordeeld, nadat hij eerder, in 2013, door een lagere rechtbank was vrijgesproken.

## Verloop
Het schip was vertrokken uit Sint-Petersburg, en voer via Letland met een lading van twee soorten stookolie. Het vlakwater-buigend moment bedroeg toen 43% van wat toelaatbaar is.
In de middag van 13 november voer het schip in zwaar weer in de buurt van Kaap Finisterre. Nadat een vibratie was gevoeld, viel het schip zo'n 24 graden over stuurboord. Om dit te veroorzaken moeten twee ballasttanks aan stuurboord zijn volgelopen. Dit leverde een vlakwater-buigend moment op van 125%. Ondanks deze overschrijding van het maximaal toelaatbare, had het schip in deze conditie intact kunnen blijven. Om het schip terug te ballasten, vulde kapitein Mangouras twee tanks aan bakboord, waarna het schip nog een helling van 3 tot 5 graden over stuurboord had. Het vlakwater-buigend moment was nu toegenomen tot 154%. Om dit te kunnen weerstaan, moest het schip uit het zware weer om zo het golfbuigend moment te reduceren.
De Griekse kapitein wilde daarom een Spaanse haven binnenlopen, maar de autoriteiten weigerden dit en bevalen hem koers te zetten naar Frankrijk. De Franse autoriteiten verboden de toegang en bevalen hem koers te zetten naar Portugal. De Portugese marine versperde de doorgang naar Portugese wateren. Uiteindelijk hield het schip het onder deze zware overbelasting nog zes dagen vol, waarna het op 19 november 2002 in tweeën brak op 100 zeemijl van de Spaanse en Portugese kust.

## Zondebokken
Kapitein Mangouras werd direct gearresteerd nadat hij veilig in Spanje aan wal was gebracht. Vervolgens werd hij drie maanden opgesloten en pas na betaling van een borgsom van €3 miljoen vrijgelaten, op voorwaarde dat hij zich dagelijks bij de Spaanse politie meldde. Hij mocht Spanje enige jaren niet verlaten; daarna mocht hij naar Griekenland terugkeren waar hij in afwachting van het proces huisarrest kreeg. In 2013 werd Mangouras in eerste instantie vrijgesproken. Op 26 januari 2016 werd hij echter door de hoogste rechter tot twee jaar gevangenisstraf veroordeeld wegens roekeloosheid.
Spanje wordt beschuldigd van criminalisering van zeelieden door Mangouras zo lang vast te houden, waarbij gesuggereerd wordt dat hij als zondebok wordt gebruikt om het falende optreden van de Spaanse overheid te maskeren. Dit was een van de aanleidingen van de International Maritime Organization om in 2006 de Guidelines on the Fair Treatment of Seafarers in the Event of a Marine Accident aan te nemen. De IMO is nu bezig om de Code of the International Standards and Recommended Practices for a Safety Investigation into a Marine Casualty or Marine Accident goedgekeurd te krijgen. Ook heeft de IMO richtlijnen aangenomen die het recht van schepen in nood om een toevluchtshaven op te zoeken behandelen. Dit was al na de ramp met de Erika en de Castor als een probleem gezien. Volgens professor Eric Van Hooydonk was dit recht daarvoor niet opgenomen in de IMO-regelgeving, omdat het gezien werd als vanzelfsprekend.
Ook het classificatiebureau van de Prestige, American Bureau of Shipping, voelde zich zondebok nadat Spanje aan de Europese Unie had gevraagd om ABS zijn bevoegdheid te ontnemen.

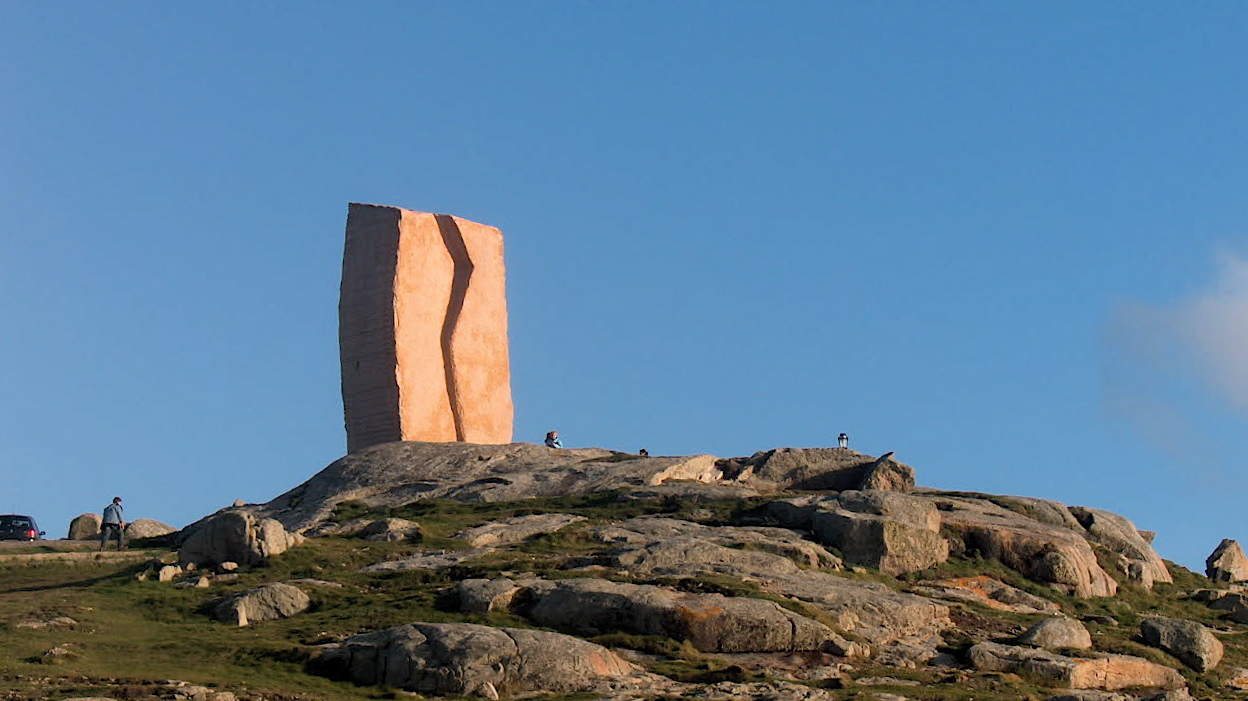
A Ferida (2003)

## Monument
Op de plaats van de ramp is in 2003 een monument van de Spaanse beeldhouwer Alberto Bañuelos Fournier opgericht: A Ferida (graniet).